# Super Bass
«Super Bass» (en español: «Súper Bajo») es una canción interpretada por la rapera, compositora y cantante trinitense, Nicki Minaj para la versión de lujo de su álbum debut Pink Friday. Fue lanzada el 5 de abril de 2011 bajo los sellos Young Money Entertainment, Cash Money Records y Universal Motown Records como quinto sencillo del álbum. La canción está influenciada por los géneros pop, electrónico y R&B, mientras Minaj rapea sobre un ritmo hip hop. «Super Bass» fue compuesta por Minaj junto a Ester Dean, Roahn Hylton y Kane Beatz, siendo este último el productor de la pista. Tras su lanzamiento, tuvo una excelente recepción comercial llegando a vender en Estados Unidos 3 millones de copias en un año. Para ese logro, la canción tardó en ser reconocida mundialmente durante 7 meses.
Minaj describió la letra de la canción como una historia que narra detalladamente un divertido romance entre dos personas. Nicki llegó también a recibir dos récord mundiales de Guinness gracias a «Super Bass» por ser el vídeo con mayor número de reproducciones en el año 2011 y por ser la canción con mayor número de streaming generado en las radios de Estados Unidos en 2011 con 71 millones de reproducciones y 84.9 millones de transmisiones respectivamente. Llegó a estar entre los diez sencillos más vendidos del momento en los listados de Estados Unidos, Australia, Reino Unido, Canadá y Nueva Zelanda, entre otros. En el año 2021 habría vendido más de 10 millones de copias.

## Música y composición

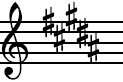
La canción está compuesta en Si mayor

«Super Bass» fue coescrita por Minaj, Ester Dean, Roahn Hylton, y Kane Beatz quien también produjo el tema con la co-participación de JMIKE. En una entrevista con MTV News durante la filmación del vídeo Minaj declaró:"Super Bass es sobre un chico el cual te gusta [...] y quieren quitarte tu chico, pero te enfocas lúdicamente en el". La canción utiliza géneros pop y electrónicos, mezclados con el rap lírico de Minaj y unos beats hip hop, también estableciendo una influencia de elementos del género J-pop. Para la canción se utiliza un ritmo ajetreado que se entremezcla con efectos de sonidos de gota de lluvia digital y un bajo fuerte. La voz que Minaj utilizó para la interpretación de la canción fue denominada como "entrecortada". «Super Bass» se encuentra escrito en la tonalidad de Si mayor con un tempo moderado de 128 beats por minuto. Además la letra cubre un rasgo de provocativo y sugerente en líneas como “He just gotta give me that look, when he give me that look / Then the panties comin' off, off, uh” y un pegadizo estribillo onomatopéyico “Boom, badoom, boom, boom, badoom, boom, bass, he got dat super bass”. Brad Wete de Entertainment Weekly dijo que la canción describía al tipo de hombre que atraía a Minaj como "uno que visitaba el gimnasio a menudo y es de primera clase... Dinero" en el verso “He pops bottles and he’s got the right kind of build.... He’s always in the air / But he never flies coach” mientras que Charley Rogulewski de The Boombox declaró que "el super pegadizo estribillo boom, badoom, boom, boom hace a «Super Bass» la canción pop más respetuosa de Nicki Minaj en la radio". Jessica Sinclair de Long Island describió la canción como un "lado más ligero" de Minaj también agregando: "la canción obtiene más a fondo con algo más que pop y un optimista coro que es realmente pegadizo; sin embargo, Minaj todavía añade a la canción pop con locas habilidade rap".

## Comentarios de la crítica
La canción recibió en su mayoría comentarios positivos por los críticos. Walsey Case de The Baltimore Sun dio a la canción una crítica positiva indicando que fue un "éxito evidente". Comparó la canción con el resto de Pink Friday, afirmando que es mucho más potente en comparación con el resto del material del álbum. También agregó: "Pink Friday es corto en coros memorables, pero ‘Super Bass’ es una excepción". Rap-Up describió la canción como "infeccioso". Jessica Sinclair de Long Island felicitó a Nicki Minaj por tomar el "protagonismo" en la canción, debido a su interpretación solista y agregó que al hacerlo, Minaj creó un éxito. Sinclair además comentó que la canción es un lado más ligero de Minaj y felicitó el coro como optimista agregando que "es pegajoso". Rosie Gray de BlackBook dio un cumplido a la canción nombrándola "asesina". Alex Pielak de METRO comparó la canción «Super Bass» con «Move Your Body» de Beyoncé, afirmando que: "Nicki gana un número de palabras que ha logrado meter en eso – y por lo tanto saca la cara". Zach Kelly de Pitchfork dio una excelente crítica dando una calificación de 5 estrellas a la canción y nombrando «Super Bass» el mejor lanzamiento del 2011 agregando: "Super Bass tiene la efervescencia que significa el inicio del verano" también describiendo la misma como "tan cálida y llena de amor".
Lewis Corner de Digital Spy dio cuatro de cinco estrellas. Corner describió el estribillo de la canción como "más agudo que un sorbete Dib Dab", además en su calificación elogió el "excéntrico estilo rap" de Minaj asegurando que la canción probablemente sería su primer solo que llegue a los primeros diez sencillos más vendidos en los Estados Unidos o el Reino Unido. Claire Suddath de la revista Time llamó «Super Bass» la quinta mejor canción del año en su listado de las 10 mejores canciones del 2011. Bill Lamb de About.com dio también una excelente crítica, calificando con cinco estrellas la canción y agregando: "«Super Bass» lleva un tono ligero, una brisa que hace que sea una canción perfecta para el verano" además de felicitar a Minaj por demostrar su "talento vocal". En enero de 2015, «Super Bass» apareció en el listado de Billboard como una de "Las 20 mejores canciones de la década del 2010 (hasta ahora)". En la encuesta anual Pazz & Jop calificaron «Super Bass» en el número tres de la "Mejor música de 2011".

## Rendimiento comercial
En Estados Unidos, «Super Bass» debutó la semana del 14 de mayo de 2011 en el Billboard Hot 100 en la posición 98. Para la semana siguiente subió 50 posiciones hasta el puesto 48 para semanas más tarde alcanzar el tercer puesto como su mayor posición en el listado. La canción se convirtió en su tercer entrada top 10 luego de haber figurado como artista invitada en los sencillos «Bottoms Up» de Trey Songz y «Till the World Ends» (The Femme Fatale Remix) de Britney Spears y junto a Kesha. En la semana del 21 de mayo de 2011, el sencillo debutó en el Hot Rap Songz y Hot Digital Songs de Billboard en el puesto 25 y 31 respectivamente. En Canadá, «Super Bass» debutó en la posición 92 del Canadian Hot 100 alcanzando semanas después la sexta posición como su mayor puesto, además de entrar en el MuchMusic Top 30 donde logró liderar el chart por seis semanas consecutivas. El sencillo entró al UK Singles Chart durante la semana del 21 de mayo de 2011 y después de nueve semanas no consecutivas de ascender en el listado, alcanzó el octavo puesto durante la semana del 13 de agosto de 2011. En diciembre de 2013, «Super Bass» fue certificado 8× platino por la Recording Industry Association of America (RIAA) y hasta 2014 ya había vendido 5 millones de copias (puras) en únicamente los Estados Unidos, por lo que es el sencillo más vendido por una rapera femenina en dicho país. El sencillo también logró vender más de 2 millones de copias en su primer año de lanzamiento.
En Canadá, «Super Bass» debutó en la posición 92 del Canadian Hot 100 alcanzando semanas después la sexta posición como su mayor puesto, además de entrar en el MuchMusic Top 30 donde logró liderar el chart por seis semanas consecutivas. 
El sencillo entró al UK Singles Chart durante la semana del 21 de mayo de 2011 y después de nueve semanas no consecutivas de ascender en el listado, alcanzó el octavo puesto durante la semana del 13 de agosto de 2011.

## Vídeo musical

### Antecedentes
El 10 de marzo de 2011, Minaj reveló durante una entrevista con MTV News que ella rodó un vídeo para «Super Bass» con el director Sanaa Hamri y los productores Kimberly S. Stuckwisch, Michelle Larkin & Keith "KB" Brown. Explicó el concepto del vídeo diciendo que ella quería que el vídeo se llenara de vistosidad y que fuese muy colorido. El 26 de abril de 2011, Minaj estrenó un adelanto del vídeo musical en el programa 106 & Park de BET. La vista previa del vídeo enseñó a Minaj utilizando una peluca rosa con un vestido para después acontecer un backup donde luego aparece con el mismo atuendo junto a bailarines haciendo la coreografía de la canción; más específicamente estaban utilizando vestidos con blusas blancas, pantalones cortos de mezclilla y botas de trabajo del en juego con los cordones.
Originalmente el vídeo fue programado para lanzarse en el mismo show de 106 & Park previamente al adelanto del mismo el 27 de abril de 2011, pero el cambio de la fecha fue propuesta. Luego de lo sucedido, Nicki Minaj acudió a su cuenta de Twitter para explicar que el videoclip había sido retirado para su lanzamiento e aquel show y no sería estrenado esa fecha por razones desconocidas. El vídeo musical se estrenó en su lugar en la cuenta oficial de VEVO de Minaj el 5 de mayo de 2011. Se le otorgó el VEVO Certified el 18 de agosto de 2011, por alcanzar más de 100 millones de reproducciones.
Hasta diciembre de 2020, el vídeo había logrado más de 860 millones de reproducciones en YouTube, convirtiéndose en el segundo vídeo solista más visto por un rapera, superado únicamente por Anaconda de la misma Minaj.

### Sinopsis
El vídeo musical comienza con un primer plano de Minaj mientras ella abre los ojos y empieza a parpadear mientras la canción comienza. Tal como Minaj rapea en la canción, un mundo Barbie; un Ferrari rosa, un avión y una piscina rosa, todo comienza a aparecer comtemplando lo que Nicki está diciendo en el verso. Minaj entonces comienza a bromear juguetonamente y de una manera muy sexy con hombres para que después clips de hielo – altavoces y una moto de hielo se entrelacen en la escena. Al comenzar el estribillo, Minaj se ve realizando una coreografía junto a cinco clones de sí misma. El vídeo continúa, Minaj se ve en una peluca verde en un lado de la piscina con varios hombres y luego salpica a uno de ellos en medio de la piscina cuyo color de agua es rosa. El vídeo continua mostrando a Nicki montando en una moto hecha de hiela mientras usa un ceñido mono rosa con impresiones de jirafa, una peluca de color rubia y rosa, ojos con sombra de oro y un lápiz labial rosa brillante. Minaj comienza entonces a realizar sus danzas en la oscuridad, con luces neón, estableciendo el tono brillante de los bailarines, para la escena Minaj brilla en la oscuridad utilizando labios, pelo y maquillaje de neón. Ella y sus bailarines juegan con plumas que brillan en la oscuridad hacia el final del vídeo. Finalmente el vídeo concluye con Safaree "S.B." bailando a su lado luego de un lapdance.

### Recepción crítica y reconocimientos
D.L. Chandler de MTV Rapfix felicitó los efectos visuales del vídeo, declarando "es un asunto visual deslumbrante". Contessa Gayles de AOL Music revisó el vídeo escribiendo "El punto culminante del vídeo dirigido por Sanaa Hamri? La escena de lap-dance brillante en la oscuridad". En el día de su estreno, Rap-Up felicitó el vídeo describiéndolo como "vibrante". Becky Bain de Idolator dio a la canción una revisión positiva, comparándola a «Judas» de Lady Gaga diciendo:  "Super Bass tiene la mejor coreografía en un vídeo de música ansiosamente esperado con una estrella del pop manejando una motocicleta publicada hoy. (Lo siento, ‘Judas’)". MTV UK encontró el baile de regazo de Minaj como "picantes" asegurando que complementa al clip el uso de un "hombre guapo" y el "coqueteo indignante". Brad Wete de Entertainment Weekly dijo que hay un montón de "dulces" para hombres y mujeres, indicando que Minaj "llega hasta el sex appeal" en el clip. The Sun favoreció la escena de iluminación fluorescente del vídeo musical asegurando que "ella sería una buena persona para tener con usted en el Glastonbury Festival cuanto estas tratando de encontrar su tienda de campaña. Wesley Case de Baltimore Sun felicitó el vídeo como salvajemente estilizado asegurando que "parece un cómic que cobra vida". En los MTV Video Music Awards 2011, el vídeo «Super Bass» fue nominado a las categorías Mejor vídeo Femenino y Mejor vídeo Hip-Hop ganado este último y siendo así el primer Moonman de Minaj.

## Interpretaciones en directo

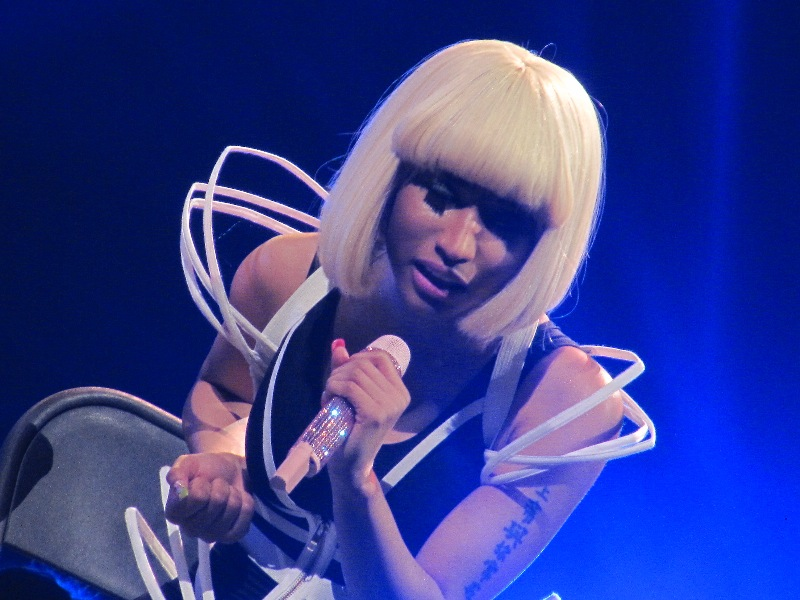
Nicki Minaj en el Femme Fatale Tour.

Nicki Minaj interpretó «Super Bass» por primera vez en los Billboard Music Awards el día 22 de mayo de 2011, en la presentación Minaj realizó un medley de «Till the World Ends» (The Femme Fatale Remix) junto a Britney Spears. Minaj después interpretó la canción en los American Music Awards del 2011 junto al DJ Francés David Guetta el día 20 de noviembre para cerrar su presentación, durante la misma interpretaron su entonces reciente colaboración «Turn Me On». Durante la presentación de Minaj en el Dick Clark's New Year's Rockin' Eve with Ryan Seacrest la rapera incluyó «Super Bass» en su repertorio de canciones (las otras fueron «Turn Me On» y también fue espacio para la primera interpretación en directo del sencillo promocional «Roman in Moscow»). En el 2011 Nicki participó del espectáculo de Victoria's Secret en CBS, Victoria's Secret Fashion Show donde realizó una interpretación de la canción siendo una de las presentaciones de la compañía más vista de la historia. La canción fue incluida en el repertorio de su gira debut Pink Friday Tour. También interpretó la canción en el Pink Friday: Reloaded Tour y The Pinkprint Tour. Minaj además interpretó «Super Bass» durante su presentación en los premios MTV Europe Music Awards del 2014 donde fue la anfitriona del evento, también realizó la interpretación de su éxito «Anaconda» y presentó su entonces nuevo sencillo «Bed of Lies» (junto a Skylar Grey). El 30 de mayo de 2015, Minaj participó en el iHeartRadio Summer Pool Party 2015 el cual se dio en Las Vegas donde nuevamente incluyó «Super Bass» en su repertorio de canciones.

## Uso en la cultura popular
La canción fue versionada por el dúo estadounidense Karmin y fue lanzada como sencillo oficial en iTunes el 6 de junio de 2011. El grupo femenino británico Little Mix (llamado Rhythmix en aquel momento) versionó la canción en la octava temporada del programa The X Factor. Durante un episodio del show de televisión Glee también se versionó la canción en un mashup con el tema de Mariah Carey, «I Still Believe». La banda pop americana The Downtown Fiction realizó una versión de «Super Bass» para el álbum Punk Goes Pop 4 lanzado en 2011, dándole un toque más de sonido Rock N Roll cambiando algunas (pero no todas) de las referencias de género. Una pequeña, Sophia Grace Brownlee también realizó una versión de la canción en un vídeo de su cuenta en YouTube el cual se volvió viral, lanzando su carrera en la industria del cine, televisión y música.

## Lista de canciones
- Descarga digital — Versión explícita

| N.º | Título       | Duración |  |
| 1.  | «Super Bass» | 3:20     |  |

- Sencillo en CD — Versión EUA

| N.º | Título                      | Duración |  |
| 1.  | «Super Bass»                | 3:21     |  |
| 2.  | «Moment 4 Life» (con Drake) | 4:39     |  |

- Sencillo CD promocional — Versión RU

| N.º | Título       | Duración |  |
| 1.  | «Super Bass» | 3:21     |  |

## Posicionamiento en listas
| País              | Lista                          | Mejor posición |         |
| 2011-12           | 2011-12                        | 2011-12        | 2011-12 |
| ----------------- | ------------------------------ | -------------- | ------- |
| Australia         | ARIA Singles Chart             | 6              |         |
| Australia         | ARIA Urban Singles Chart       | 2              |         |
| Austria           | Ö3 Austria Top 40              | 42             |         |
| Bélgica (Flandes) | Ultratip Bubbling Under        | 3              |         |
| Canadá            | Canadian Hot 100               | 6              |         |
| Canadá            | Canadian Digital Songs         | 5              |         |
| Canadá            | MuchMusic Top 30               | 1              |         |
| Corea del Sur     | Gaon International Singles     | 40             |         |
| Escocia           | Scottish Singles Chart Top 100 | 8              |         |
| Estados Unidos    | Adult Pop Songs                | 33             |         |
| Estados Unidos    | Hot Dance Club Songs           | 23             |         |
| Estados Unidos    | Dance/Mix Show Airplay         | 18             |         |
| Estados Unidos    | Hot Digital Songs              | 3              |         |
| Estados Unidos    | Billboard Hot 100              | 3              |         |
| Estados Unidos    | Latin Pop Airplay              | 16             |         |
| Estados Unidos    | Hot Latin Songs                | 34             |         |
| Estados Unidos    | Pop Songs                      | 3              |         |
| Estados Unidos    | MySpace Songs                  | 1              |         |
| Estados Unidos    | Hot R&B/Hip-Hop Airplay        | 6              |         |
| Estados Unidos    | Hot R&B/Hip-Hop Songs          | 6              |         |
| Estados Unidos    | Radio Songs                    | 3              |         |
| Estados Unidos    | Hot Rap Songs                  | 2              |         |
| Estados Unidos    | Rhythmic Songs                 | 1              |         |
| Irlanda           | Irish Singles Chart            | 17             |         |
| Japón             | Japan Hot 100                  | 89             |         |
| Líbano            | The Official Lebanese Top 20   | 16             |         |
| Nueva Zelanda     | NZ Singles Chart               | 3              |         |
| Países Bajos      | Singles Top 100                | 82             |         |
| Reino Unido       | UK Singles Chart               | 8              |         |
| Reino Unido       | UK R&B Singles Chart           | 3              |         |
| Suecia            | Sverigetopplistan              | 43             |         |
| Suiza             | Schweizer Hitparade            | 58             |         |
| Ucrania           | FDR Music Charts               | 12             |         |

| País           | Lista              | Posición |
| 2010           | 2010               | 2010     |
| -------------- | ------------------ | -------- |
| Australia      | ARIA Singles Chart | 17       |
| Canadá         | Canadian Hot 100   | 29       |
| Estados Unidos | Billboard Hot 100  | 9        |
| Nueva Zelanda  | RIANZ              | 17       |
| Reino Unido    | UK Singles Chart   | 29       |

### Sucesión en listas
| Predecesor: «Good Feeling» de Flo Rida                                    | ARIA Urban Singles Chart — Canción número uno 27 de agosto de 2011 — 11 de septiembre de 2011 | Sucesor: «Man Down» de Rihanna                                               |
| Predecesor: «Last Friday Night (T.G.I.F.)» de Katy Perry                  | Muchmusic Top 30 — Canción número uno 18 de agosto de 2011 — 1 de septiembre de 2011          | Sucesor: «The Edge of Glory» de Lady Gaga                                    |
| Predecesor: «I'm on One» de DJ Khaled feat. Drake, Rick Ross & Lil Wayne  | World RnB Top 30 Singles — Canción número uno 18 de agosto de 2011 — 1 de septiembre de 2011  | Sucesor: «Where Them Girls At?» de David Guetta feat. Flo Rida & Nicki Minaj |
| Predecesor: «I'm on One» de DJ Khaled feat. Drake, Rick Ross & Lil Wayne  | Hot Rap Songs — Canción número uno 27 de agosto de 2011 — 17 de septiembre de 2011            | Sucesor: «Headlines» de Drake                                                |
| Predecesor: «Give Me Everything» de Pitbull feat. Ne-Yo, Afrojack & Nayer | Hot Rap Songs — Canción número uno 30 de julio de 2011 — 13 de agosto de 2011                 | Sucesor: «How to Love» de Lil Wayne                                          |
| Predecesor: «The Edge of Glory» de Lady Gaga                              | Myx International Top 20 — Canción número uno 19 de agosto de 2011 — 19 de septiembre de 2011 | Sucesor: «S&M» de Rihanna                                                    |
| Predecesor: «She Make Me Wanna» de JLS feat. Dev                          | UK R&B Singles Chart — Canción número uno 7 de agosto de 2011 — 28 de agosto de 2011          | Sucesor: «Don't Go» de Wretch 23 feat. Josh Kumra                            |

## Ventas y certificaciones
| País                                                       | Organismo certificador             | Certificación                      | Ventas                             | Ref.   |
| ---------------------------------------------------------- | ---------------------------------- | ---------------------------------- | ---------------------------------- | ------ |
| Australia                                                  | ARIA                               | 6× Platino                         | 420 000                            | [ 72 ] |
| Estados Unidos                                             | RIAA                               | Diamante                           | 11 459 000                         | [ 74 ] |
| Nueva Zelanda                                              | RIANZ                              | Platino                            | 15 000                             | [ 75 ] |
| Noruega                                                    | IFPI - NOR                         | 2× Platino                         | 20 000                             | [ 76 ] |
| Reino Unido                                                | BPI                                | Platino                            | 600 000                            | [ 77 ] |
| Ventas registradas a nivel mundial                         | Ventas registradas a nivel mundial | Ventas registradas a nivel mundial | Ventas registradas a nivel mundial | 18 000 |
| (*) significa que la certificación puede incluir streaming |                                    |                                    |                                    |        |

## Premios y nominaciones
| Año  | Premiación                       | Categoría                                 | Resultado |
| ---- | -------------------------------- | ----------------------------------------- | --------- |
| 2011 | BDB Certified Spin Awards        | BDB Certified Spin Awards (300.000 Spins) | Ganador   |
| 2011 | BMI Pop Awards                   | Canción ganadora del premio               | Ganador   |
| 2011 | MTV Platinum Video Plays Awards  | Certificación oro                         | Ganador   |
| 2011 | MP3 Music Awards                 | Premio de la industria de la música       | Ganador   |
| 2011 | MTV Video Music Awards           | Mejor vídeo femenino                      | Nominado  |
| 2011 | MTV Video Music Awards           | Mejor vídeo hip-hop                       | Ganador   |
| 2011 | Music Choice Awards              | Vídeo en demanda                          | Ganador   |
| 2011 | Teen Choice Awards               | Canción del verano                        | Nominado  |
| 2011 | Top 50 Music Awards              | Mejor canción                             | Nominado  |
| 2011 | Top 50 Music Awards              | Mejor vídeo                               | Nominado  |
| 2011 | Top 50 Music Awards              | Mejor canción Rap                         | Ganador   |
| 2011 | VEVO Certified                   | 100 millones de reproducciones            | Ganador   |
| 2011 | 4Music Video Honours Awards      | Mejor vídeo de 2011                       | Ganador   |
| 2011 | 4Music Video Honours Awards      | Mejor gran ritmo                          | Ganador   |
| 2012 | ASCAP Pop Music Awards           | Canción más interpretada                  | Ganador   |
| 2012 | ASCAP Rhythm & Soul Music Awards | Canción Rap ganadora del premio           | Ganador   |
| 2012 | ASCAP Rhythm & Soul Music Awards | Canción R&B/Hip-Hop ganadora del premio   | Ganador   |
| 2012 | Billboard Music Awards           | Top canción streaming (Audio)             | Nominado  |
| 2012 | Billboard Music Awards           | Top canción streaming (Vídeo)             | Ganador   |
| 2012 | Billboard Music Awards           | Top canción Rap                           | Nominado  |
| 2012 | BMI Urban Awards                 | Canción del año                           | Ganador   |
| 2012 | BMI Urban Awards                 | Canción ganadora del premio               | Ganador   |
| 2012 | International Dance Music Awards | Mejor pista Dance R&B/Urbano              | Nominado  |
| 2012 | International Dance Music Awards | Mejor pista Dance Rap/Hip-Hop             | Ganador   |

## Créditos y personal
| - Onika Maraj – Intérprete, compositora - Daniel Johnson – Compositor, productor - Esther Dean – Vocales adicionales, compositora - Ariel Chobaz – Grabador/mezclador | - Lyttleton Carter – Grabador (Asistente) |

 Créditos adaptados por las líneas de Pink Friday

## Historial de lanzamiento
| País           | Fecha               | Formato (s)            |
| -------------- | ------------------- | ---------------------- |
| Estados Unidos | 5 de abril de 2011  | Rhythmic contemporary  |
| Australia      | 13 de mayo de 2011  | descarga digital       |
| Nueva Zelanda  | 13 de mayo de 2011  | descarga digital       |
| Alemania       | 16 de mayo de 2011  | descarga digital       |
| Estados Unidos | 17 de mayo de 2011  | Contemporany hit radio |
| Estados Unidos | 20 de junio de 2011 | Urban contemporany     |